# Waterworld: A Live Sea War Spectacular

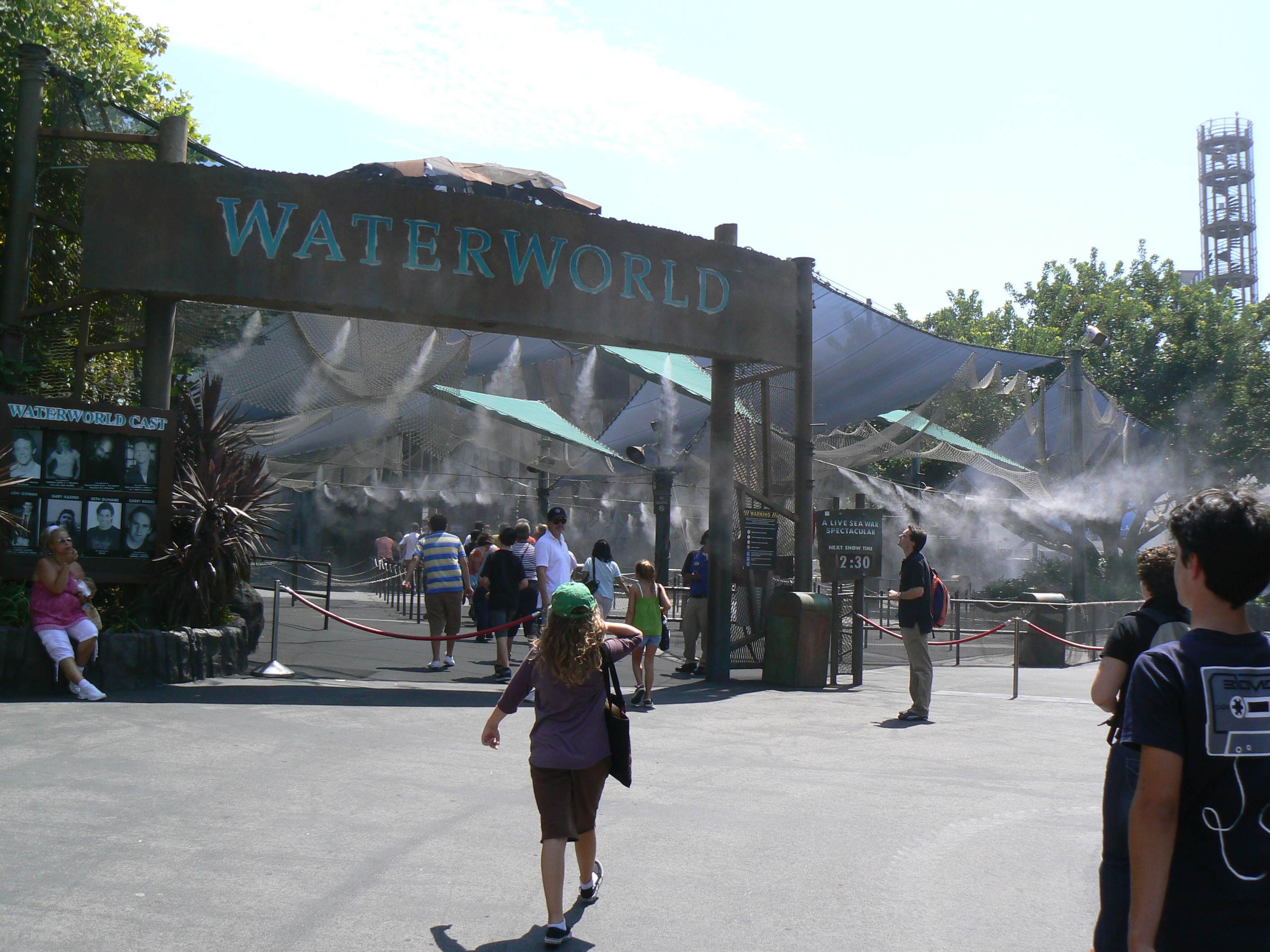
Entrata dell'attrazione agli Universal Studios Hollywood

Waterworld: A Live Sea War Spectacular (in italiano: Uno spettacolo di guerra dei mari) è un'attrazione degli Universal Studios Hollywood e Universal Studios Japan, basato sul film Waterworld del 1995. L'attrazione è stata aperta contemporaneamente all’uscita del film ed è una breve rinarrazione interpretata da stuntman con molti effetti speciali, compreso l'atterraggio dell'aereo in mare.

## Galleria d'immagini

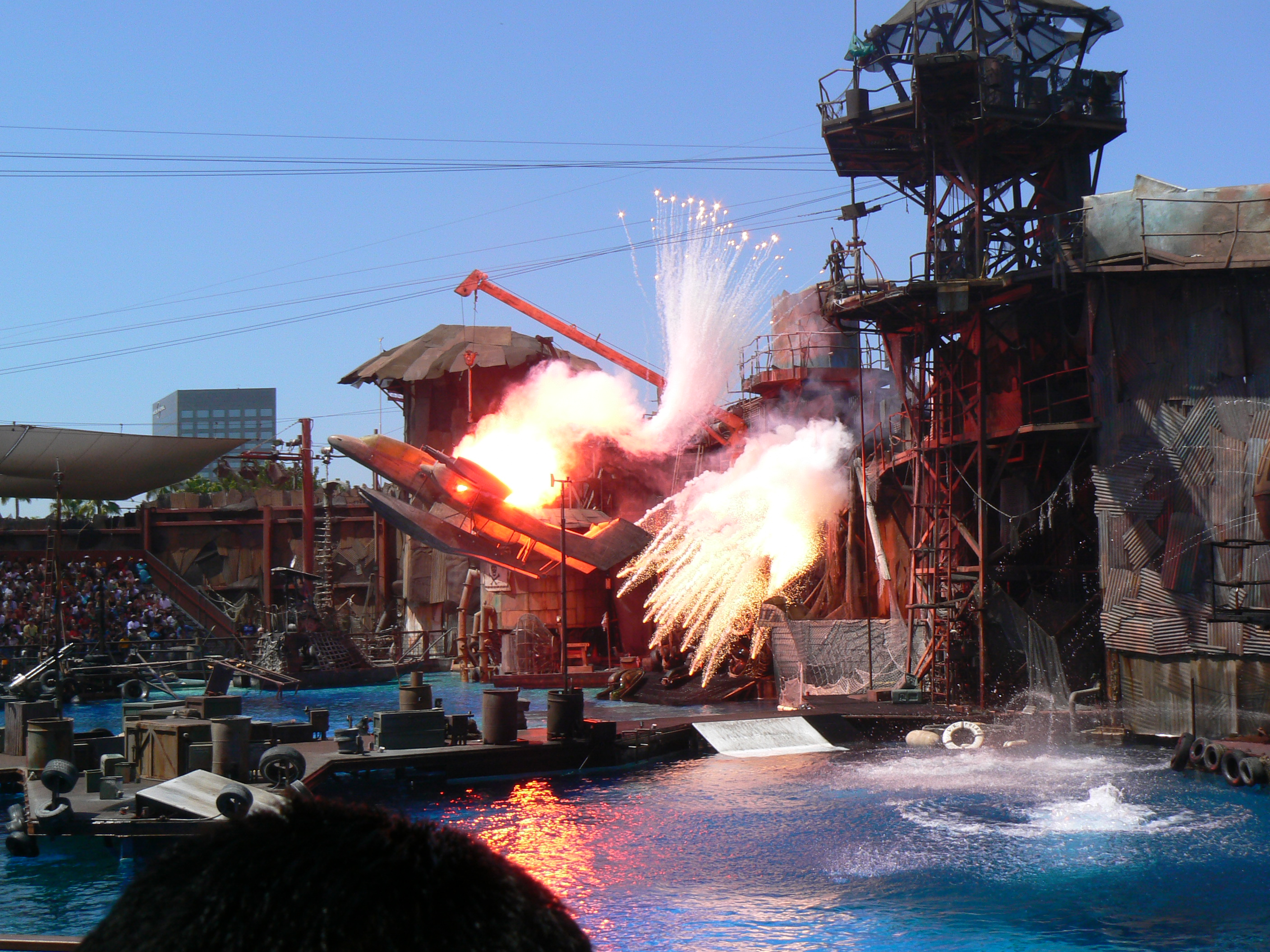
Atterraggio dell'aereo in acqua
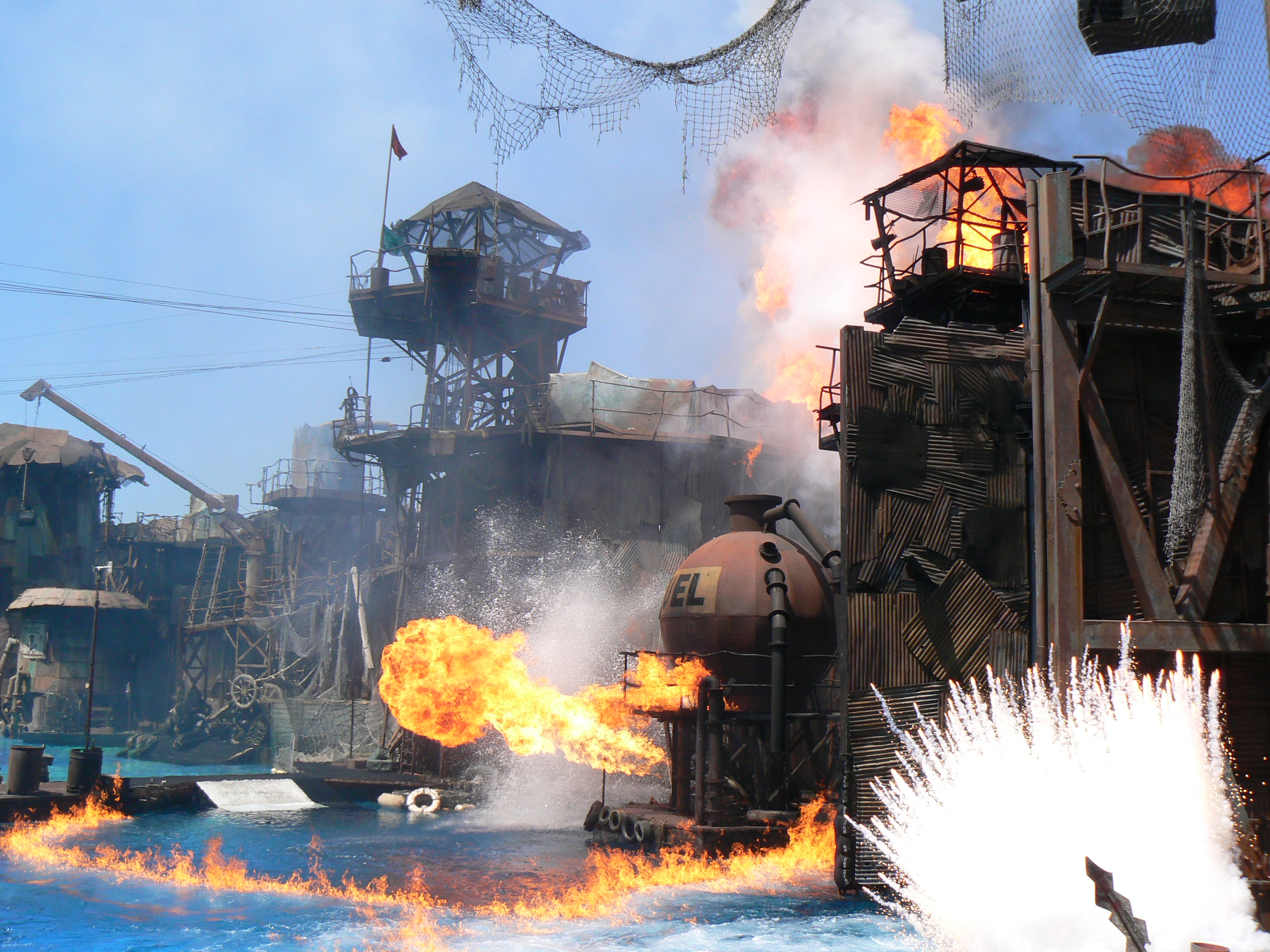
Effetti speciali dello stunt-show